# Gebesee
Gebesee est une ville allemande de Thuringe, située dans l'arrondissement de Sömmerda.
Gebesee est le siège de la communauté d'administration de Gera-Aue qui regroupe la ville elle-même et les trois communes de Andisleben, Ringleben et Walschleben pour une superficie de 54,15 km2.